# Еловский (вулкан)
Еловский — щитовой вулкан в Центральной Камчатке. Вулкан состоит из нескольких малых перекрывающихся базальтовых щитовых вулканов. Еловский расположен на восточном гребне Срединного хребта.
В географическом плане вулканическое сооружение имеет несколько вытянутую в северо-восточном направлении форму с осями 7,5 × 4,5 км, площадью в 30 км². Объём изверженного материала ~5 км³. Абсолютная высота — 1381 м, относительная высота составляют около 500 м. Диаметр кратера — 300 м, глубина — 30 м. Склоны Еловский совершенно не эродированы и имеют первично-вулканический облик.
Деятельность вулкана относится к голоценовому периоду.
Назван исследователями вулкана Н. В. Огородовым и Н. Н. Кожемякой в 1966 году по его расположению в верховьях реки Еловки.